# Tanx
Tanx è l'ottavo album discografico del gruppo musicale rock britannico T. Rex, pubblicato nel 1973.

## Tracce
1. Tenement Lady – 2:55
2. Rapids – 2:48
3. Mister Mister – 3:29
4. Broken Hearted Blues – 2:02
5. Shock Rock – 1:43
6. Country Honey – 1:47
7. Electric Slim and the Factory Hen – 3:03
8. Mad Donna – 2:16
9. Born to Boogie – 2:04
10. Life is Strange – 2:30
11. The Street and Babe Shadow – 2:18
12. Highway Knees – 2:34
13. Left Hand Luke and the Beggar Boys – 5:18

## Ristampe
Il disco è stato ristampato e ripubblicato nel 1994 in formato CD.

## Gruppo
- Marc Bolan - voce, chitarra
- Mickey Finn - percussioni, conga, voce
- Steve Currie - basso
- Bill Legend - batteria
- Tony Visconti - arrangiamenti, melltron, cori
- Howard Casey - sax